# 아브고레모노
아브고레모노(그리스어: αβγολέμονο)는 달걀과 레몬즙을 넣어 만든 그리스의 수프 또는 소스이다. 유바를라키아나 마이리차 등의 요리에서 국물을 걸쭉하게 만드는 데 쓴다.

## 같이 보기
- 아그리스타다